# Jonathan Lethem
Jonathan Allen Lethem (AFI: [ˈliːθəm]) (New York, 19 febbraio 1964) è uno scrittore e saggista statunitense.
È conosciuto soprattutto per il suo stile letterario caratterizzato dal frequente amalgamarsi di una grande varietà di generi e registri.

## Biografia

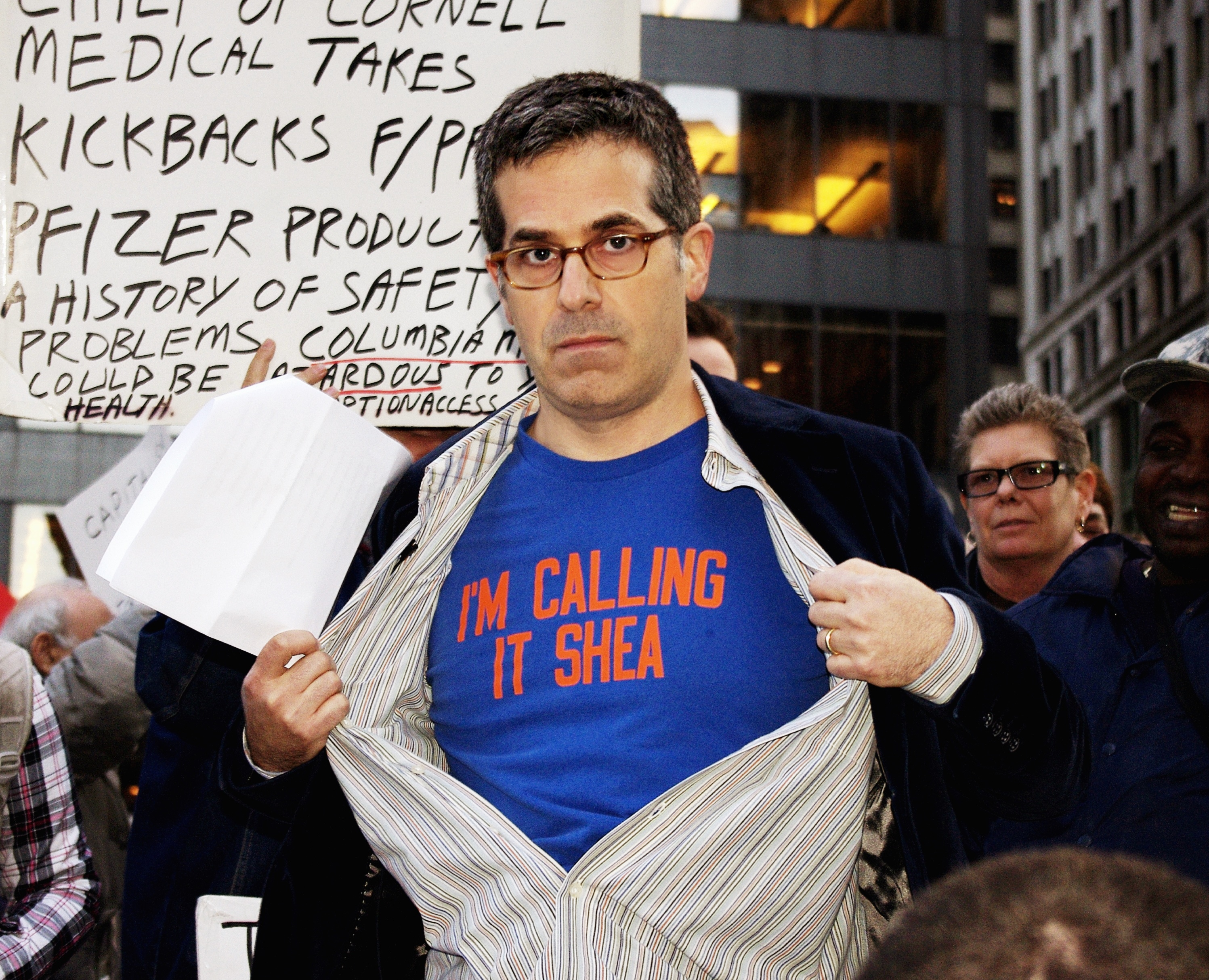
2011: Lethem durante la protesta di Occupy Wall Street

Lethem nasce a Brooklyn, distretto di New York, il 19 febbraio del 1964, primo dei tre figli di Richard Brown Lethem, un pittore d'avanguardia statunitense di religione protestante e di origini scozzesi ed inglesi, e di Judith Frank Lethem, attivista statunitense, nata in una famiglia ebraica di origini tedesche, polacche e russe. Cresce in una comune presso Gowanus (in seguito rinominato Boerum Hill), un quartiere povero e degradato abitato prevalentemente da afro-americani, dove a suo stesso dire trascorse un'infanzia ed un'adolescenza avvincenti e stimolanti, malgrado le forti tensioni razziali e socioeconomiche che animavano la Brooklyn settentrionale degli anni sessanta e settanta. Il luogo gli fornirà poi diverso materiale per il romanzo semiautobiografico La fortezza della solitudine (The Fortress of Solitude).
Dopo una mal riuscita esperienza universitaria in un prestigioso college del New England, Lethem si trasferisce in California e studia a Berkeley, dove subisce l'influenza profonda dello scrittore Philip K. Dick, al quale si ispirano i suoi primi due romanzi, Concerto per archi e canguro (finalista al Premio Nebula per il miglior romanzo nel 1994) e Amnesia Moon.
Dopo le due prime opere fantascientifiche (ma più correttamente appartenenti al filone Avantpop, nel quale tecniche narrative d'avanguardia si sposano a generi letterari "popolari" e materiali massmediali), Lethem scrive un romanzo fuori dal genere, Oggetto amoroso non identificato (As She Climbed Across the Table, Tropea), che denuncia influenze da Rumore bianco di Don DeLillo.
Successivamente Lethem torna alla fantascienza con Ragazza con paesaggio (omaggio a Dick ma anche a uno dei suoi film preferiti, Sentieri selvaggi di John Ford). Poi Lethem, che comincia a ricevere sempre più attenzione da critica e lettori (nel 1997 vince il Premio World Fantasy per la migliore collezione con L'inferno comincia nel giardino), con il quinto romanzo passa al giallo , Brooklyn senza madre (Motherless Brooklyn, pubblicato da Tropea con il titolo Testadipazzo), per il quale vincerà il National Book Critics Circle Award nel 1999 e il Gold Dagger e il Salon Book Award nel 2000.
Il successo giunge con il ponderoso La fortezza della solitudine (finalista nel 2005 all'International IMPAC Dublin Literary Award), il classico tentativo di un autore americano di scrivere "the great American novel", un secondo Moby Dick. In oltre 600 pagine Lethem tenta di raccontare la trasformazione della gioventù americana, dagli anni settanta del funky e della blaxploitation all'esplodere del punk e del rap, fino agli anni ottanta reaganiani, intessendo una vicenda fitta di riferimenti autobiografici ma non racconto fedele della propria vita (nel romanzo si racconta della rovina di un immaginario cantante soul di colore, il cui figlio, Mingus Rude, diventa amico del protagonista/narratore).
A marzo del 2007 esce il romanzo Non mi ami ancora, una commedia erotico musicale incentrata sul debutto di un complesso rock di Los Angeles.
Tra il 2007 e il 2008 scrive una miniserie a fumetti su Omega the Unknown, pubblicata dalla Marvel Comics con i disegni di Farel Dalrymple. L'autore riprende un supereroe degli anni settanta tra i meno noti della casa editrice e la serie a lui dedicata venne chiusa dopo soli 10 albi. Il personaggio è stato creato da Steve Gerber e Mary Skrenes, disegnato da Jim Mooney. Come molte delle opere e dei personaggi di Gerber dell'epoca è alquanto differente dalla maggioranza dei fumetti pubblicati dalla Marvel. La serie risulta bizzarra e più critica verso la società che non le altre serie supereroistiche e questo ha particolarmente affascinato Lethem che, negli anni duemila, propone alla Marvel un sequel che porti a una risoluzione delle storyline e dei misteri rimasti ancora aperti intorno all'oscuro eroe, giustamente battezzato Omega, lo sconosciuto (dall'originale Omega, the unknown).
I diritti cinematografici di Brooklyn senza madre (vi sono coinvolti l'attore Edward Norton, che dovrebbe recitare la parte del protagonista, e Lionel Essrog, alla sceneggiatura) e Oggetto amoroso non identificato sono stati comprati da due delle majors di Hollywood.
Chronic City, di oltre 550 pagine, è uscito negli Stati Uniti nell'ottobre 2009, ed è stato pubblicato in Italia dal Saggiatore nel 2010.

## Opere
Nota: i testi sono ordinati secondo la data di pubblicazione negli Stati Uniti

### Romanzi
- Concerto per archi e canguro (Gun, With Occasional Music, 1994), ed. Tropea, tr. Gianni Pannofino.
- Amnesia Moon, 1995, ed. minimum fax, tr. Martina Testa.
- Oggetto amoroso non identificato (As She Climbed Across the Table, 1997), ed. Tropea, tr. Gioia Guerzoni.
- Ragazza con paesaggio (Girl in Landscape, 1998), ed. Tropea, tr. Andrea Buzzi.
- Testadipazzo (Motherless Brooklyn, 1999), ed. Tropea, tr. Laura Grimaldi, ripubblicato da Net col titolo Brooklyn senza madre.
- La fortezza della solitudine (The Fortress of Solitude, 2003), ed. Tropea, tr. Gianni Pannofino.
- Non mi ami ancora (You Don't Love Me Yet, 2007), ed. Il Saggiatore, tr. Andrea Buzzi.
- Chronic City (2009), ed. Il Saggiatore, tr. Gianni Pannofino.
- I giardini dei dissidenti (Dissident Gardens, 2014), ed. Bompiani
- Anatomia di un giocatore d'azzardo (A Gambler's Anatomy o The Blot, 2016), ed. La nave di Teseo
- Un detective selvaggio (A Feral Detective, 2018), ed. La nave di Teseo
- L'Arresto (The Arrest, 2020), ed. La nave di Teseo
- Brooklyn Crime Novel (Brooklyn Crime Novel, 2023), La nave di Teseo, 2025, ISBN 9788834620601

### Racconti

#### Raccolte di racconti
- L'inferno comincia nel giardino (The Wall of the Sky, The Wall of the Eye, 1996), ed. minimum fax, tr. Martina Testa.
- Kafka Americana (1999, scritto con Carter Scholz)
- Men and Cartoons (2004), ed. minimum fax
- How We Got Insipid (2006)
- Alan, un uomo fortunato (Lucky Alan and Other Stories, 2015), ed. Bompiani

#### Racconti lunghi
- La forma in cui siamo (This Shape We're In), tradotto da Martina Testa per minimum fax e incluso con altri due racconti e tre saggi nella raccolta italiana A ovest dell'inferno, 2001

### Saggi
- Memorie di un artista della delusione (The Disappointment Artist, 2005), ed. minimum fax (2007), tr. Martina Testa
- Believeniks!: 2005: The Year We Wrote a Book About the Mets (2006), (con Christopher Sorrentino)
- They Live (2010)
- The Ecstasy of Influence: Nonfictions, Etc. (2011)
- The Exegesis of Philip K. Dick (2011)
- Talking Heads' Fear Of Music (2012)

### Antologie
The Vintage Book of Amnesia, 2000 − non è un libro di Lethem, ma una raccolta di racconti e brani di romanzi da lui scelti e presentati.

### Fumetti
- Omega Lo Sconosciuto 1, Jonathan Lethem (testi) e Farel Dalrympel (disegni), volume brossurato di 128 pp., raccoglie i nn.1-5 della limited-series Omega the Unknown (Vol.2), editore: Panini Comics, data di distribuzione: 21 luglio 2011. ISBN 9788865892350
- Omega Lo Sconosciuto 2, Jonathan Lethem (testi) e Farel Dalrympel (disegni), volume brossurato di 128 pp., raccoglie i nn.6-10 della limited-series Omega the Unknown (Vol.2), editore: Panini Comics, data di distribuzione: 13 ottobre 2011. ISBN 9788865893265